# Диапонтијска острва
Диапонтијска острва (грч. Διαπόντια νησιά) или Отонска острва, су група острва која леже сјеверозападно од великог острва Крф. Самим тим ова група представља најудаљенија грчка острва у правцу сјверозапада. 
На једина три насељена острва ове острвске групе, Отони, Ерикуза и Матраки, данас живи још само око 400 становника.
Поред ова три насељена острва, постоји још један број ненасељених, а у групи се налази и значајан број морских гребена и стијена.
Једина редовна бродска линија постоји само са острвом Крф, тј. са његовим главним градом Крфом.